# Ponte da Palavra
A Ponte da Palavra é uma ponte com pilares em forma de V que atravessa o rio Lérez no bairro de Monte Porreiro da cidade de Pontevedra (Espanha). Foi inaugurada em 2011 e liga o bairro de Monte Porreiro com a paróquia civil de Lérez.

## Localização
A ponte está localizada na parte baixa do bairro de Monte Porreiro, no final da Avenida de Buenos Aires, a 500 metros da praia do Lérez, a montante.

## História
O projecto de construção da Ponte da Palavra nasceu nos anos 2000 da necessidade de ligar o bairro de Monte Porreiro à paróquia civil de Lérez por uma estrada para a zona da Porta do Sol, muito próxima do Mosteiro de São Salvador de Lérez. Ao mesmo tempo, o objectivo era melhorar o acesso ao Hospital Montecelo a partir do norte do município e a estrada N-550 para a N-541 e aliviar o trânsito na cidade.
O Conselho Provincial de Pontevedra lançou o concurso para o projecto e as obras em 2007. Após vários altos e baixos, a construção da ponte começou finalmente em 2010. Foi inaugurada a 30 de Dezembro de 2011 pela então Ministra das Obras Públicas, Ana Pastor. Tornou-se assim a sexta ponte da cidade.
Em 21 de Março de 2012, por ocasião do Dia da Poesia, a escritora Fina Casalderrey apadrinhou um evento no qual participaram alunos de Monte Porreiro e Lérez que propuseram que a ponte fosse chamada Ponte da Palavra como uma união simbólica entre estes dois bairros de Pontevedra e como símbolo de harmonia, amizade e encontro.

## Descrição
É uma ponte constituída por duas séries de pilares em forma de V feitos de betão armado. Estes pilares não afectam o leito do rio, um sítio protegido declarado como Sítio de Importância Comunitária (SIC) em 2000.
O comprimento total da Ponte da Palavra é de 170,48 metros. A viga central, que forma o vão central da ponte, tem 14,70 metros de largura e um comprimento total de 54 metros. O tabuleiro é feito de betão pré-esforçado e os pilares e suportes são feitos de betão armado.
A ponte tem duas faixas para tráfego de veículos, uma pista ciclável, dois passeios para peões, guarda-corpos metálicos azuis e iluminação. Está equipada com lombas no extremo mais próximo de Monte Porreiro e o limite de velocidade é de 30 quilómetros por hora.

## Galeria

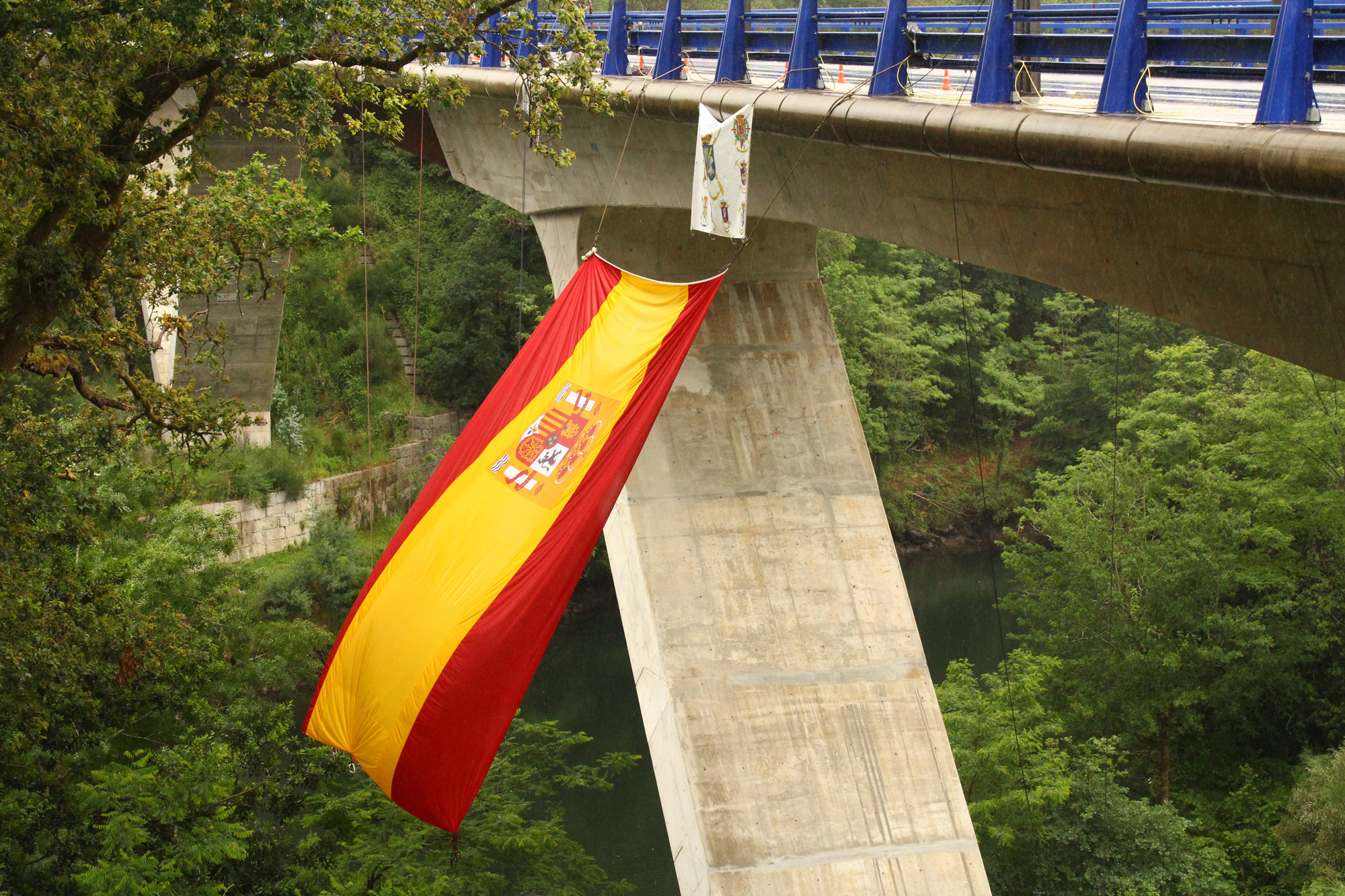
Pilares da ponte em forma de V e guarda-corpo azul
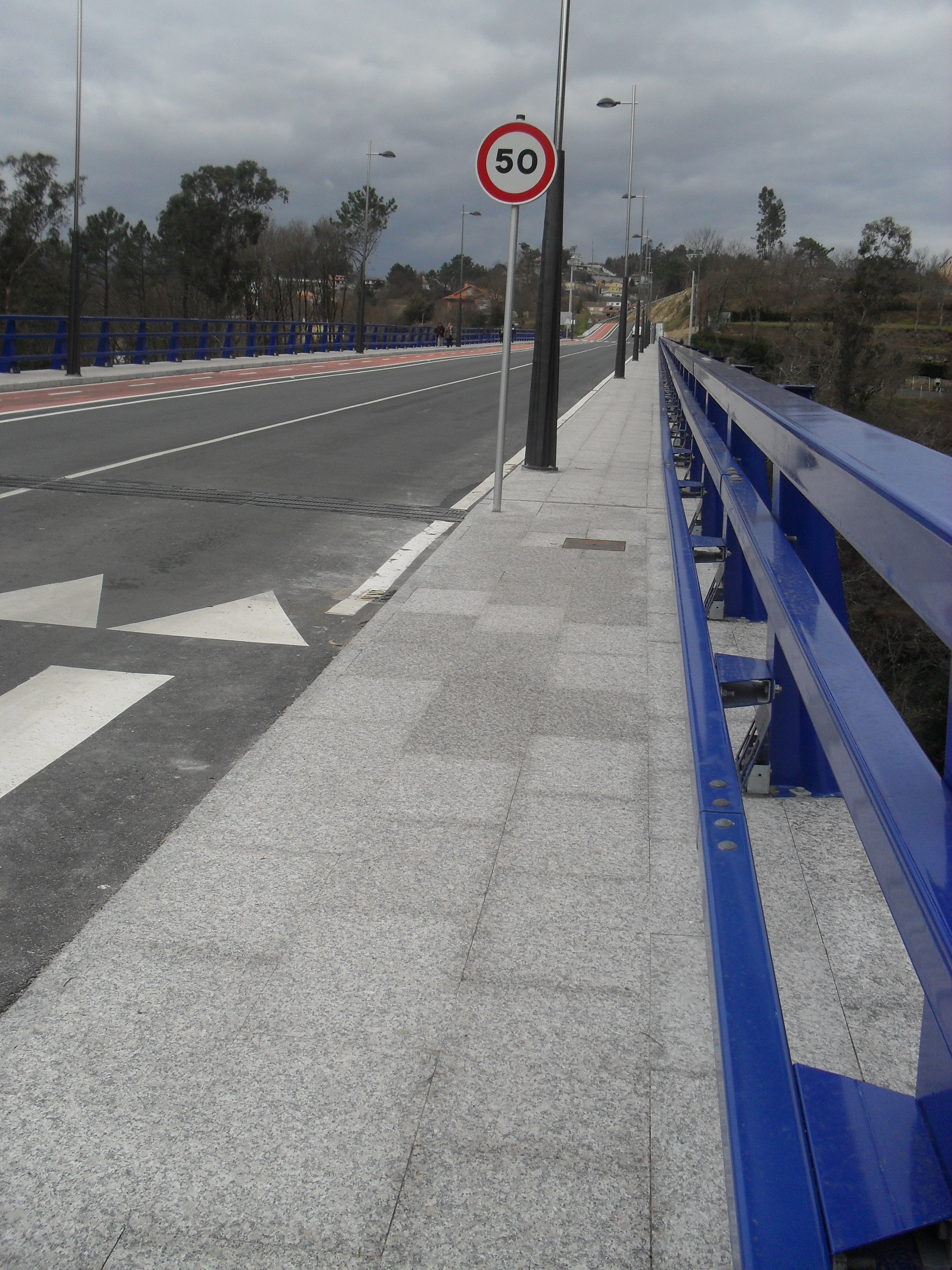
A ponte com a ciclovia do lado esquerdo

### Artigos relacionados
- Ponte das Correntes
- Ponte da Barca
- Ponte do Burgo
- Ponte dos Tirantes
- Ponte de Santiago
- Ponte de Ponte Sampaio